# Király László (író)
Király László, írói álneve Vass László (Sóvárad, 1943. november 19. –) Kossuth-díjas erdélyi magyar költő, író. A Magyar Művészeti Akadémia rendes tagja (2011).

## Életpályája
Nyárádgálfalva, Csíkfalva, Sóvárad iskolája, a szovátai líceum, illetve az otthoni tanítói-tanári környezet és maga a Sóvidék adta az első élményeket, amelyeket a kolozsvári egyetem orosz–magyar szakán (1966-ig) töltött kolozsvári évek, a Gaál Gábor Kör eszméltető közösségében megélt alkotó viták követtek, érleltek meg. Rövid felsőbányai tanárkodás után az Előre kolozsvári tudósítója (1968), 1968 karácsonyától az Utunk szerkesztője. 1990. január 1-jétől a Helikon szerkesztőségi titkára, az 1990/12. számtól főszerkesztő-helyettese.

## Munkássága
Még nincs húszéves, amikor versét közli az Utunk, s előbb jelenik meg önálló kötete az Irodalmi Könyvkiadó Forrás-sorozatában (Vadásztánc. 1967, Lászlóffy Aladár előszavával), mint versei az Ifjúsági Könyvkiadónál szintén Lászlóffy gondozásában készülő antológiában, a Vitorlaénekben (1967). A József Attila és Kassák Lajos jegyében induló író tehetséges nemzedékéből elsőként válik saját hangú költőegyéniséggé, népi és urbánus hatások szerencsés ötvözésével; Louis Armstrong, a Nagy Folyó szomorú énekese balladafiguraként él versében ("Összeér bennem valahol / az ostor cserdülése / visongó rezes kürtök ritmusával. / Nagy szemű néger trombitás / bámulja lógó bajuszú csordapásztor-testvéreimet"). Harmadik verskötete, a hazai jelenből ihletődve, Ballada a fáradt asszonyokról címet kapja (1970). Egyre tudatosabban építi be saját lírai világába a magyar s az egyetemes történelem és művelődéstörténet nagyjait, Kolumbuszt és Kőrösi Csoma Sándort, Dózsát és Kós Károlyt, Krúdyt és Juhász Gyulát, ciklikusan „a régi mestereket” (Heltait, Tinódit, Szenczi Molnárt, Petőfit, Eminescut az 1976-os Sétalovaglásban), Arany Jánost és Radnótit, Cicerót, Pieter Bruegelt és Jack Kerouacot.
Az elfelejtett hadsereg (1978) című nagy verse egy sajátos „Erzsébet-kori tragédia”, az Angliában, Morus Tamás lefejezésének évében játszatott „Henrik király”, pontosabban ennek a tragédiának „színei, hangulatai – másképpen: töredékei, versrészei”. A kiszolgáltatottság, az elárultság jajkiáltását hallani ki a kobzos énekéből („Szédülő vigyorral nézi, aki látja, / és belepusztul, aki énekeli.”). Még tovább megy a költői szerepjátszásban, amikor megteremti Al. Nyezvanovot (az „álmodott költőt”) Amikor pipacsok voltatok (1982) című kötetében és később sem lesz hűtlenné e lírikus-másához. Mintegy összegzi ezt az „irodalomtörténeti” sort a Költők múzeuma, magyarázatot adva a sűrű idézésre. („Szidjátok költőiteket – mert nem mondják ki. / Mert kimondják. / Mert hallgatnak. / Mert kéretlenül beszélnek helyettetek. / Rendezzétek be a Költők Múzeumát.”) Visszapillantó tükör c. alatt vers és próza határán álló műfajt teremtett az elődök, elmúlt idők felelevenítésére.
Részben didaktikai céllal, igényes líratörténeti sorozatot is írt az Utunknak (Bóják). Mindez azonban nem a jelen elől való elzárkózás, a menekülés lenyomata: elkötelezett költő ő, aki a nemzedéki összetartozás tudatától a nemzeti felelősség tudatosításáig, a hatalmi tébolyoknak kiszolgáltatott emberiség világgondjának felvállalásáig jutott el. Ezek a felismerések hol elégikus, hol agitatorikus, hol plakátszerű, ill. modern montázs-, kollázsformát öltő verses kifejezést kapnak; a legmozgósítóbb erővel talán az Amikor pipacsok voltatok darabjaiban. (Ezt a székelyudvarhelyi Népszínház keretében Bartha Levente monodrámaként adta elő, nagy sorozatban.) A költő azonban nem beszél ki a versből, ellenkezőleg, beleéli magát egy helyzetbe, azonosul vele, múltját, jelenét és (nemegyszer szkeptikusan nézett) jövőjét vállalja.
Műfordítóként, elsősorban a kortárs román líra tolmácsolójaként is e képessége révén alkot kiemelkedőt. A legemlékezetesebb Hannibál című Eugen Jebeleanu-kötete (1975). Ő fordította magyarra Geo Bogza (Orion, 1981), majd Cezar Baltag (Egyszarvú a tükörben, 1984) és Daniela Crăsnaru (A babiloni oroszlánok, 1985) verseit s Ioan Flora jugoszláviai román költő egy kötetét (Az anyagi világ, Újvidék 1984). Műfordítói tevékenysége kiterjedt lengyel, orosz, francia, bolgár költemények átültetésére is.
Prózai munkássága egyenértékű költészetével. Már A Santa Maria makettje (1970) novelláival kezdve illúziótlan, a keserű valóságot még paraboláiban is híven tükröző prózát ír (Jogod és hatalmad). A Fény hull arcodra, édesem elbeszélései (1981) minőségileg magasabb szinten folytatják ezt a szókimondó valósághűséget. Magyarság és modernség kérdései egyaránt napirendre kerülnek bennük, kiélezett helyzetekben. A Házam küszöbén egyik eszmefuttatása általánosan jellemző a költő modernség 
– felfogására: 

„Modernség – micsoda békafar alá kívánkozó fogalom, fellengzős ajakbiggyesztés minden fölött, ami nem mai. Szárazak leszünk tehát, hűvösek, mértéktartóak, okosak vagy inkább cinikusak. Úgy teszünk, mint a hivatásos közönyösek, a kívülállók, olyannak játsszuk meg magunk, amilyennek manapság illik. Ámde kit az istennyilát fogja érdekelni háromszáz év múlva, mi illett manapság.”

 Úgy modern tehát, hogy a mértéktartást nem téveszti össze a kívülállással, az okosságot a közönnyel. A fegyelmezett (prózai vagy verses) forma mögött szenvedély, letagadhatatlan maiság, az egyén és a közösség feszítő gondja tapintható ki.
Mindmáig legvisszhangosabb műve, Kék farkasok című regénye (1972) nem igyekszik elrejteni a személyes érdekeltséget. Epikai formában nemzedéki számvetés, a közelmúlt történelmének, az ötvenes-hatvanas évek erdélyi magyar falujának s a városnak leírása a főhős, Kis Harai Mihály csalódásaiban. Ebben a könyvében a nem-felejtés és a rendteremtő szándék regényét írta meg a szerző.
Írásainak egy része román fordításban is megjelent.

## Művei
- Vadásztánc. Versek; Irodalmi Kiadó, Bukarest, 1967
- Rendhagyó délután. Versek; Irodalmi Kiadó, Bukarest, 1968
- Ballada a fáradt asszonyokról. Versek; Eminescu, Bukarest, 1970
- A Santa Maria makettje. Novellák; Kriterion, Bukarest, 1970
- Kék farkasok. Regény; Kriterion, Bukarest, 1972
- Sétalovaglás. Versek; Kriterion, Bukarest, 1976
- Az elfelejtett hadsereg. Versek; Kriterion, Bukarest, 1978
- Fény hull arcodra, édesem (novellák); Kriterion, Bukarest, 1981
- Amikor pipacsok voltatok. Versek; Kriterion, Bukarest, 1982
- Janicsártemető; Magvető, Budapest, 1983
- A téli tábor. Versek; Kriterion, Bukarest, 1984
- A költő égő asztala; Kriterion, Bukarest, 1986
- A Föld körüli pálya. Versek; Kriterion, Bukarest, 1988
- Skorpió, Tevan, Békéscsaba, 1993
- Beűzetés. A Nyezvanov-legenda. Versek; Mentor, Marosvásárhely, 1995
- Azték imádság. Versek; Jelenkor, Pécs, 1998 (Élő irodalom sorozat)
- Éjféli esők. Válogatott versek; vál., szerk. Gálfalvi György; Mentor, Marosvásárhely, 1998
- A Csomolungma-bár. Versek; Kriterion, Bukarest, 2000
- Az örök hó határa. Novellák; Mentor, Marosvásárhely, 2001
- A szibárdok története. Versek; Mentor, Marosvásárhely, 2002
- Madarak árnyéka. Összegyűjtött prózai írások; Kriterion, Kolozsvár, 2003 ISBN 9732607378
- Fiumei ablakok. Finta Edit verses és Király László képes könyve; Timp, Budapest, 2004
- Szentivánéji álmom. 100 szerelmes vers; Erdélyi Híradó, Kolozsvár, 2005
- Míg gyönyörű késemet fenem. Versek; Kriterion, Kolozsvár, 2007
- A nyitott könyv. Csúfhistóriák; Cédrus Művészeti Alapítvány–Napkút, Budapest, 2008
- A Kővadászok Klubja; Erdélyi Híradó–Előretolt Helyőrség Szépirodalmi Páholy, Kolozsvár, 2011
- Készülődés Pazsgába. Versek; Orpheusz, Budapest, 2013
- Nap Hold kék mezőben. Válogatott versek; Kriterion, Kolozsvár, 2013
- Válogatott versek; vál., szerk. Fekete Vince; Hargita, Csíkszereda, 2013 (Székely könyvtár)
- A Bethlen bástya dallama; Sétatér Kulturális Egyesület, Kolozsvár, 2015
- Sziklarajz. Csúfhistóriák; Sétatér Kulturális Egyesület, Kolozsvár, 2018 (Sétatér könyvek)

### Műfordításai
- Eugen Jebeleanu: Hannibál. Versek; fordította: Király László; Kriterion, Bukarest, 1975
- Ion Vinea: Árnyékok malma. Válogatott versek; fordította: Farkas Árpád, Király László, utószó Mircea Vaida; Kriterion, Bukarest, 1976
- Geo Bogza: Orion. Költemények; vál., fordította: Király László; Kriterion, Bukarest, 1981
- Ioan Flora: Az anyagi világ. Válogatott versek; Forum, Újvidék, 1984
- Cezar Baltag: Egyszarvú a tükörben. Versek; Király László tolmácsolásában; Kriterion–Európa, Bukarest–Budapest, 1984 (Román költők)
- Daniela Crăsnaru: A babiloni oroszlánok. Versek; vál., fordította: Király László; Kriterion, Bukarest, 1985 (Román költők)
- Lucian Blaga: Novemberi nyár. Válogatott versek; vál. Király László, fordította: Áprily Lajos et al.; Kriterion, Bukarest, 1987 (Román költők)
- Napraforgó. Műfordítások; Kriterion, Kolozsvár, 2020

### Művei idegen nyelven (románul)
- Lupii albatri. Roman (Kék farkasok); fordította: Andrei Fischof; Bucureşti, Kriterion, 1975 (Biblioteca Kriterion)
- Oastea uitată. Versuri; fordította: Paul Drumaru, előszó Grigore Arbore; Kriterion, Bucureşti, 1981 (Biblioteca Kriterion)
- Tarmul vesnicei zapezi. Nuvele; fordította: Lia Meltzer; Kriterion, Bucureşti, 1986 (Biblioteca Kriterion)

## Díjak, kitüntetések
- 1970, 1976, 1981 – a Romániai Írók Szövetségének díja
- 1975 – Kolozsvári Írói Egyesület fordítói díja
- 1981 – A Román Akadémia díja
- 1982 – Pezsgő-díj
- 1997 – József Attila-díj
- 1997 – Látó-nívódíj
- 1998 – Déry Tibor-díj
- 2000 – Székelyföld-díj
- 2000 – Látó-díj
- 2000 – Kolozsvári Írói Egyesület költészeti díja
- 2003 – E.M.I.L. nagydíj
- 2003 – Caragiale-emlékérem
- 2004 – A Magyar Művészetért díj
- 2008 – Látó-nívódíj
- 2011 – A Magyar Köztársasági Érdemrend lovagkeresztje[1]
- 2012 – Szépirodalmi Figyelő-díj
- 2013 – Arany János-díj
- 2016 – Magyarország Babérkoszorúja díj
- 2022 – Kossuth-díj [2]